# Горшенін Лев Георгійович
Лев Георгійович Горшенін (рос. Лев Георгиевич Горшенин; 17 грудня 1951, Свердловськ, Російська РФСР – 2 травня 2006, Москва, Росія) — російський вчений, доктор юридичних наук, професор. Область наукових досліджень — криміналістичне прогнозування.
У 1978 закінчив Рязанську вищу школу МВС СРСР. В 1980-1983 навчався в заочній аспірантурі Свердловського юридичного інституту, по закінченні працював у цьому ж інституті викладачем кафедри криміналістики.
В 1985-1990 викладав на вищих курсах МВС СРСР. З 2003 — завідувач кафедри кримінально-правових дисциплін Міжнародного юридичного інституту при Міністерстві юстиції РФ.
Працював адвокатом. В 1982 захистив дисертацію кандидата юридичних наук за темою «Криміналістична характеристика та особливості розслідування злочинів, що здійснюються в ІТУ», у 1994 захистив дисертацію доктора юридичних наук за темою «Теорія криміналістичного прогнозування».
Ім'ям Горшеніна назване українське ТОВ «Інститут Горшеніна», яке спеціалізується на соціологічних дослідженнях.

## Наукові праці
- Криминалистическое прогнозирование. М., 1992
- Основи теории криминалистического прогнозирования. М., 1993.